# La Churrería
La Churrería est un comté historique de la Vieille-Castille au sein du royaume d'Espagne. Le comté se situe au centre du Plateau du Nord, dans la communauté autonome de Castille-et-León et il comprend les principales villes de la province de Ségovie, à l'exception de la ville de Campaspero qui appartient à la province de Valladolid. Ses habitants sont appelés Churros. 
La Churrería se compose de sept communes, réparties dans cinq municipalités. Ces villes partagent toutes une culture locale commune qui les distinguent des régions voisines. 
Les communes sont:
- Adrados
- Campaspero
- Hontalbilla
- Moraleja de Cuéllar
- Olombrada
- Perosillo
- Vegafría